# Ma Shi

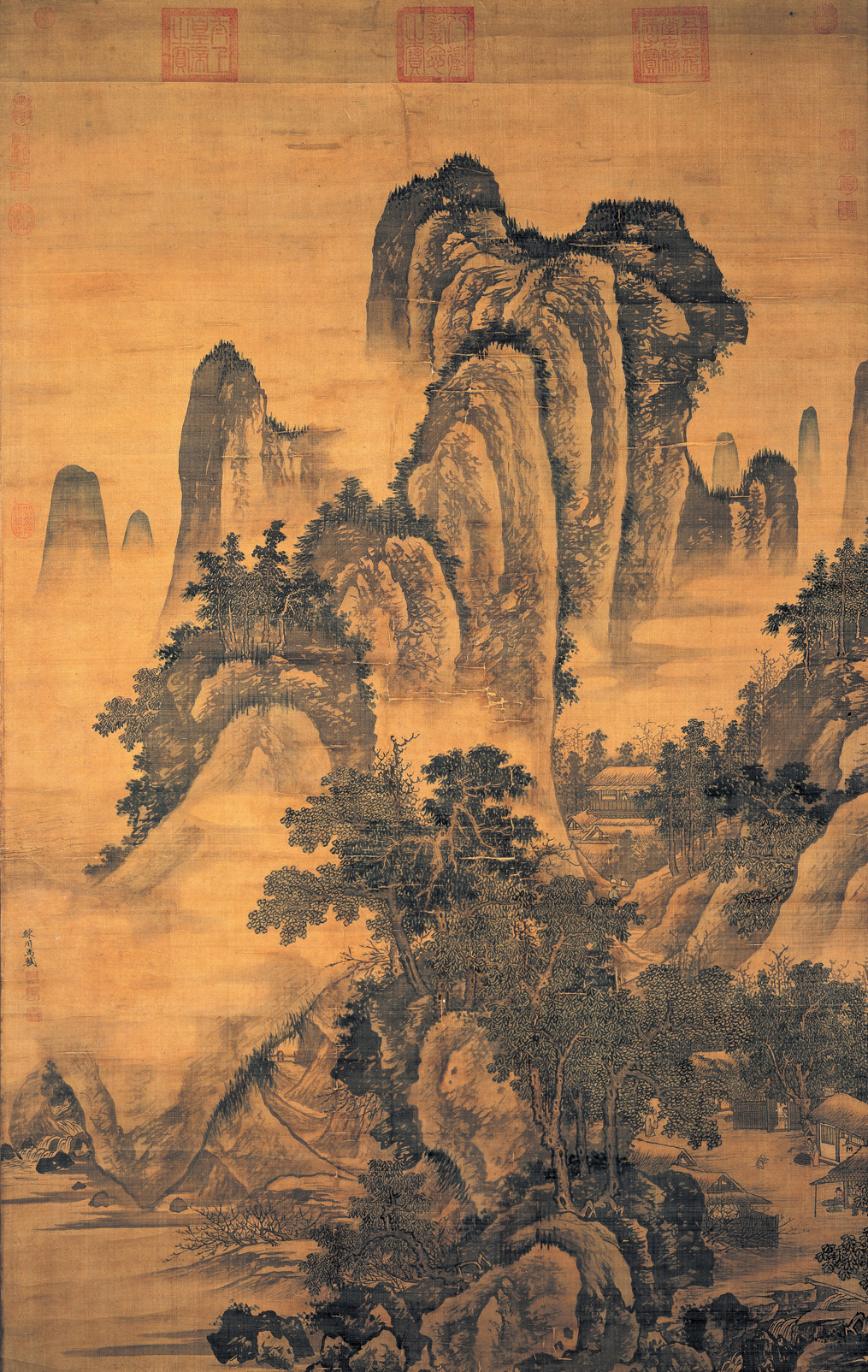
Viivint en un poble en la muntanya a la primavera”(Museu Nacional del Palau de Taipei)

Ma Shi (xinès simplificat: 马轼; xinès tradicional: 馬軾; pinyin: Mǎ Shì), conegut també com a Jingzhan fou un pintor paisatgista i poeta xinès que va viure sota la dinastia Ming. Les dates del naixement i de la mort de Ma Shi, (originari de Jiading, actualment Xangai) no es coneixen de manera exacta. Va viure sota a la dinastia Ming (període Xuande).